# An-218 (航空機)
An-218
An-218の模型
- 用途：旅客機
- 設計者：ANTK アントーノウ
- 製造者：
- 運用状況：開発中止

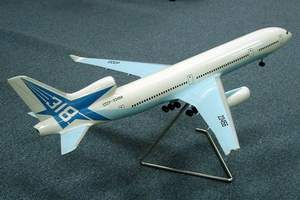
3発式だった初期の案のAn-218の模型

An-218はウクライナのアントノフ設計局が1991年にパリ航空ショーで提案した大型双発ターボファンジェット旅客機である。初期の案ではTu-154に似た3発式だった。その後に発表された計画案では双発になった。計画案では350人の乗客を運ぶことができるとしており、複合材などを多用し機体重量の軽量化と寿命延長を図るとしている。また、基本型の100型のほか、西側製エンジンなどを搭載して航続距離を10,600kmとする200型、胴体を短縮化するかわりに航続距離を11,200kmとする300型、逆に長胴化して400席クラスとして11,000-12,000kmの航続距離を持つ400型のファミリー化も検討していた。エアバスA340ないしボーイング777に相当する大型旅客機になるはずであるが、当初1994年には初飛行したいとしていたが、経済情勢により、計画が中断され実際に製作するまで至っていない。
実物大の木製模型のみが作られたが、残っていない。
1990年代半ばに金融の問題で作業が止まった。当時、設計は80%まで進んでいた。
ワイドボディのAn-218の開発はアントノフで始まった。アントノフにとって初のエアバスの中型の規模のワイドボディの開発だった。当初の案ではエンジンはD-18TM-1 ターボファンを3機予定していた。その後、双発に切り替えた。

## 計画案での仕様（An-218-100）
諸元
- 乗員: 2名
- 定員: 350名
- 全長: 59.79m
- 全高: 15.70m
- 翼幅: 50.00m
- 翼面積: 270m2
- 空虚重量: 90,000kg
- 最大離陸重量: 170,000kg
- 動力: ZMKB イーフチェンコ＝プロフレース D-18T1 ターボファン、255kN （57,000lbf）  × 2

性能
- 最大速度: 870km/h
- 巡航速度: 800km/h
- 航続距離: 11,500km